# Enclos pour chat
Catio
Pour les articles homonymes, voir Catio.

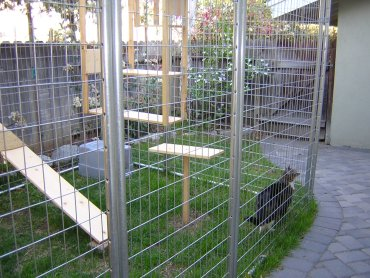
Enclos extérieur pour chat.

Un enclos pour chat, patio pour chat ou également catio est un espace extérieur clôturé permettant au chat de sortir prendre l'air tout en étant à l'abri des dangers extérieurs.

## Étymologie
Le mot catio est un mot-valise réunissant le mot anglais cat pour chat et patio.

## Description
Un enclos pour chats domestiques est constitué d'une structure en métal ou en bois avec un treillis métallique en acier. Il peut être acheté tout prêt ou être construit par un propriétaire bricoleur. Étant donné que les chats sont d'excellents sauteurs et grimpeurs, la plupart des enclos ont la partie haute fermée (par un toit ou un filet) pour empêcher les chats de s'échapper,. 

## Intérêts

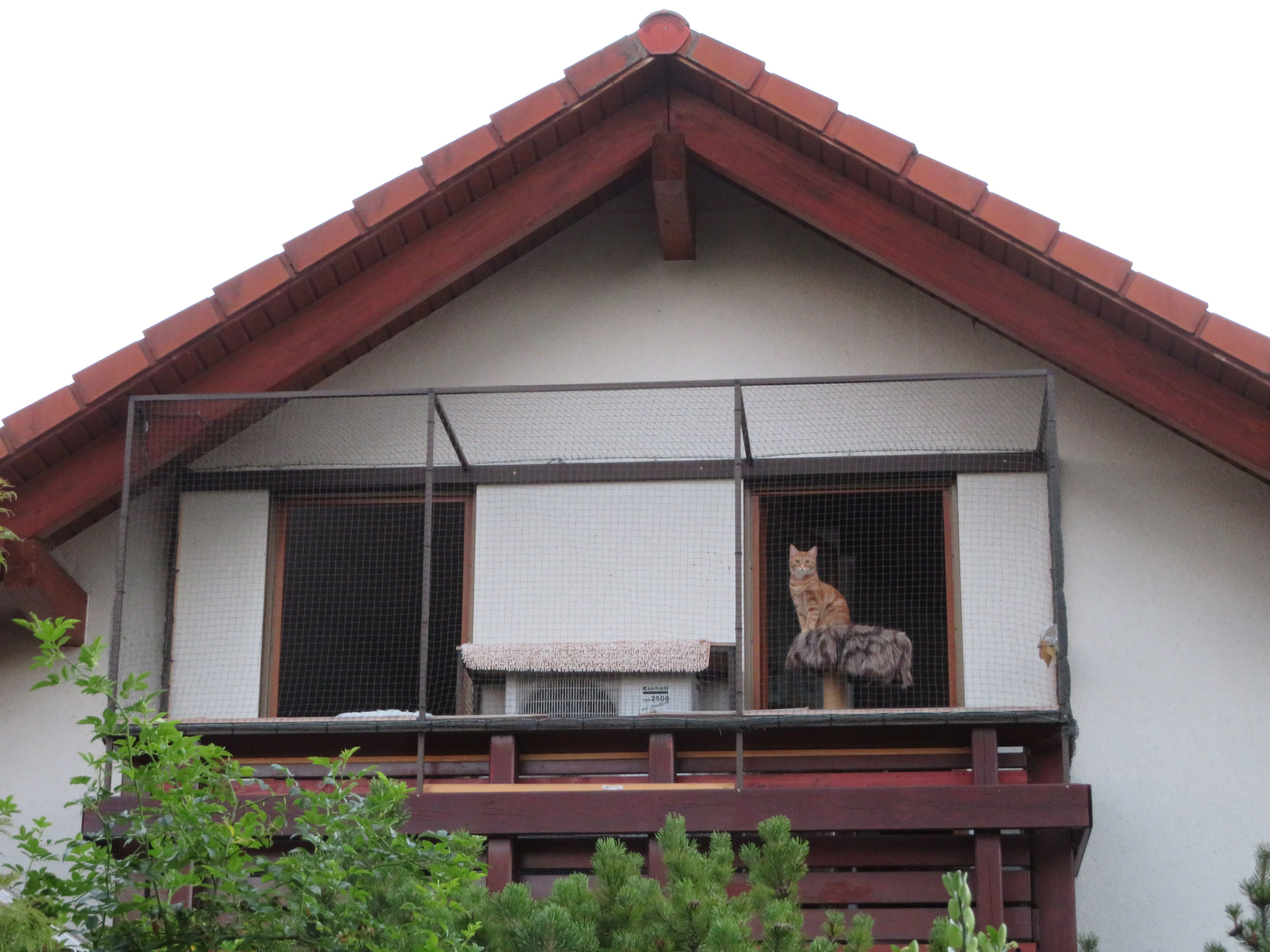
Catio sur balcon.

L'enclos pour chat ou catio est de taille variable. Il peut être une grande cage attenante à la maison dans le jardin ou être simplement un balcon entièrement grillagé. Un accès à l'extérieur est un avantage pour le bien-être du chat et peut permettre de limiter les problèmes de comportement d'un animal manquant de stimuli en étant toujours en intérieur,.
Cet espace fermé permet au chat de sortir tout en étant à l'abri de nombreux dangers extérieurs : maladies en étant en contact avec d'autres animaux (rage, sida du chat), collision avec un véhicule, mauvaises rencontres (vol, empoisonnement), chute d'étages pour un animal vivant en appartement, prédateurs (chien errant, renard, loup, rapaces...),,.
Le catio permet également de limiter les nuisances du chat dans le voisinage en réduisant le risque de reproduction non contrôlée (dans le cas d'animaux non stérilisés), de miaulements nocturnes, de visites non souhaitées sur la propriété des voisins. Il permet aussi de protéger la biodiversité de la zone en empêchant la prédation du chat sur la petite faune (oiseaux, lézards...).